# Carl Birnbaum (Schauspieler)

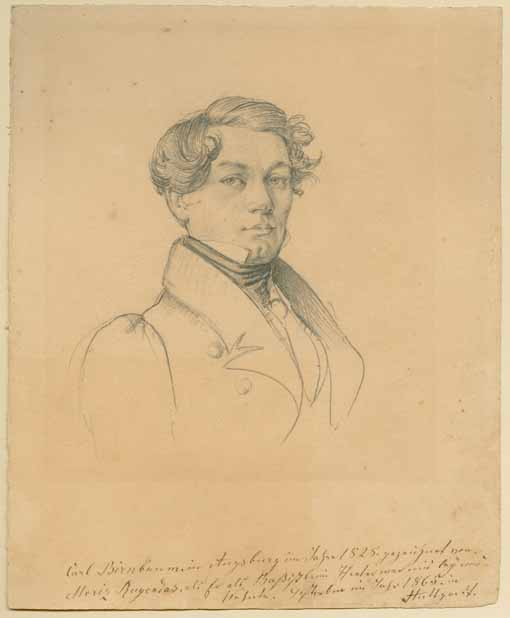
Carl Birnbaum, Zeichnung von Johann Moritz Rugendas, 1828

Carl Birnbaum, auch Karl Birnbaum (26. Dezember 1803 in Leipzig – 10. Februar 1865 in Stuttgart) war ein deutscher Theaterschauspieler und Opernsänger (Bass).

## Leben
Birnbaum sollte ein bürgerliches Gewerbe erlernen, kam auch zu einem Buchbinder in die Lehre, folgte aber seiner unabweislichen Neigung und ging nach beendeter Lehrzeit zur Bühne. Er betrat als Chorist die Dresdner Hofbühne, wo er bald in kleinen Partien, sowohl in der Oper als auch im Schauspiele Verwendung fand. 1825 verließ er dieses Engagement und kam als zweiter Bassist nach Mainz, wo er zwei Jahre verblieb.
1827 wurde er nach Linz und von dort nach Augsburg berufen. In letztgenannten Stadt spielte er zum ersten Mal eine größere Rolle im rezitierenden Schauspiel („Oberförster“ in den Jägern) und da er mit derselben namhaften Erfolg erzielte, wendete er sich fortab fast ausschließlich dem Schau- und Lustspiele zu.
Sein nächstes Engagement war Brünn, und von dort erhielt er einen Antrag nach Kassel, wo er das erste komische Fach, sowohl im Schauspiel wie in der Oper mit besonderem Glück ausfüllte. Er blieb daselbst bis 1835 um einem verlockenden Ruf an das Hoftheater in Stuttgart Folge zu leisten. Dort wirkte er bis zu seinem Tod am 10. Februar 1865, an welchem Abende er unter stürmischen Beifall die Rolle des „Sergeanten Bleistift“ spielte. Nach dem zweiten Akt endete sein Leben durch einen Schlagfluss.

## Familie
1835 heiratete er die Schauspielerin Maria Sargany und durch die morganatische Ehe seiner Tochter Auguste (1837–1862) war er vorübergehend Schwiegervater von Friedrich Wilhelm von Hanau.